# 虎巾

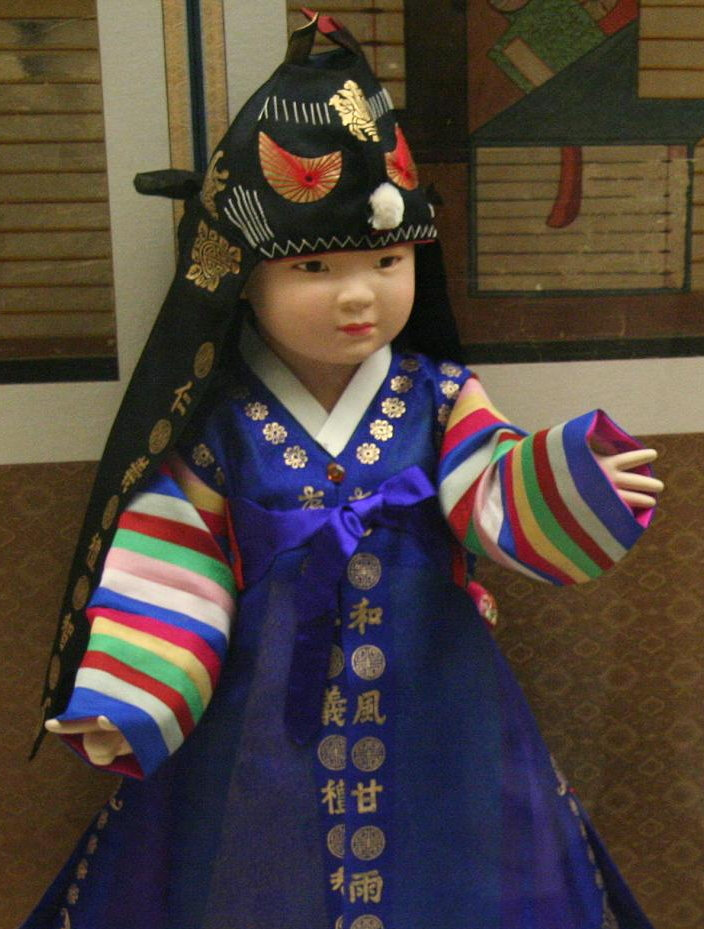

虎巾，是一種一至五歲朝鲜族男童在本人生日與節日時戴的帽。
虎巾與成年男人的幅巾一樣但是上面剌上老虎的圖案，象徵家長希望孩子勇敢成長，也有一些吉祥寓意的漢字。
虎巾會戴到男孩五六歲為止。